# كاجيميج غورسكي
كاجيميج غورسكي (بالبولندية: Kazimierz Klaudiusz Górski)‏ هو لاعب كرة قدم بولندي سابق ومدرب كرة قدم، قاد المنتخب البولندي لإحراز برونزية كأس العالم 1974 في ألمانيا.

## روابط خارجية
- كاجيميج غورسكي على موقع قاعدة بيانات كرة القدم.إي يو (الإنجليزية)
- كاجيميج غورسكي على موقع ناشيونال فوتبول تيمز (الإنجليزية)
- كاجيميج غورسكي على موقع أوليمبيديا (الإنجليزية)